# Lundtjärnen, Västerbotten
Lundtjärnen är en sjö i Skellefteå kommun i Västerbotten och ingår i Bureälvens huvudavrinningsområde.